# Ramon Menezes Hubner
Ramon Menezes Hubner, född 30 juni 1972 i Contagem i Brasilien, är en brasiliansk fotbollsspelare.